# Pau Torres
Pau Francisco Torres (ur. 16 stycznia 1997 w Vila-realu) – hiszpański piłkarz występujący na pozycji obrońcy w angielskim klubie Aston Villa F.C. oraz w reprezentacji Hiszpanii. W trakcie swojej kariery grał także w Máladze. Zwycięzca Ligi Europy 2020/2021.